# فردينان دو ليسبس

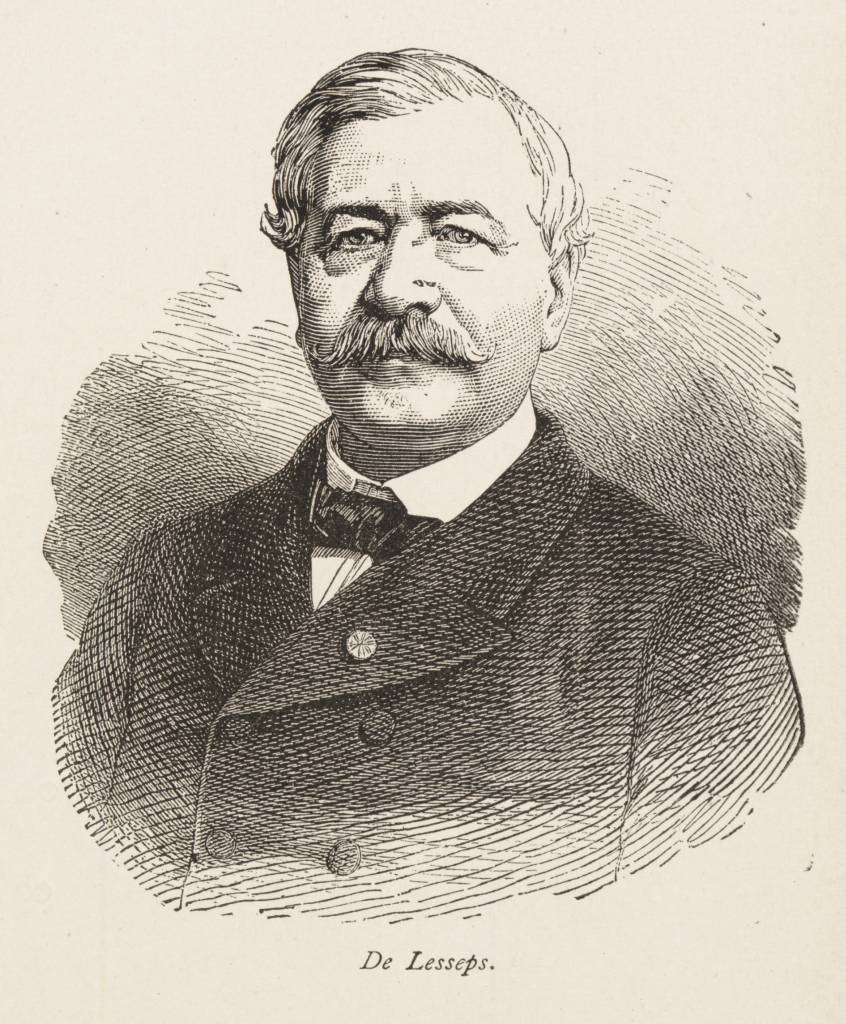
1884م

فردينان دو ليسبس (بالفرنسية: Ferdinand de Lesseps) سياسي فرنسي درس مشروع توصيل البحر الأحمر بالبحر المتوسط لفترة طويلة وحاول إقناع عباس باشا به فرفض وحاول بعد ذلك مع سعيد باشا واستطاع تنفيذ المشروع.

## نشأته
ولد فردينان دو ليسبس في ضاحية فرساي القريبة من باريس بفرنسا في 19 نوفمبر عام 1805 لأسرة عريقة ترجع جذورها لعدة قرون مضت. عمل أكثر أفرادها بالدبلوماسية واشتهرت بمواقفها المؤيدة لنابليون. قضى أعوامه الأولى في إيطاليا حيث عمل مع والده ثم التحق بالتعليم في كلية هنري الرابع بباريس.
عام1803 أوفد نابليون مبعوثا شخصيا إلى مصر هو ماتيو ديليسبس والد فردينان وكان مقربا لشيوخ الأزهر خاصة علماء الديوان الذي كان نابليون قد أسسه في القاهرة، وكان أن التقط في أثناء فترة الفراغ السياسي من1801 إلي 1805 الطابع الخاص الذي يميز الضابط الألباني محمد علي فاقترب منه قبل أن يقربه إليه ثم يقربه من العلماء ، وما لبث أن تولى محمد علي حكم مصر بإرادة شعبية واستدعى نابليون ماتيو ديليسبس وحل محله فرنسي آخر هو دوروفيتي وأصبح المستشار الفعلي السياسي والعسكري والإداري لمحمد علي. وكان آخر ماطلبه ماتيو ديليسبس من محمد علي قبل رحيله هو الأخذ بيد ابنه الوليد فردينان.
و في سن السابعة والعشرين اختير فردينان دو ليسبس قنصلا مساعدا لفرنسا بالإسكندرية عام 1832.

## قناة السويس

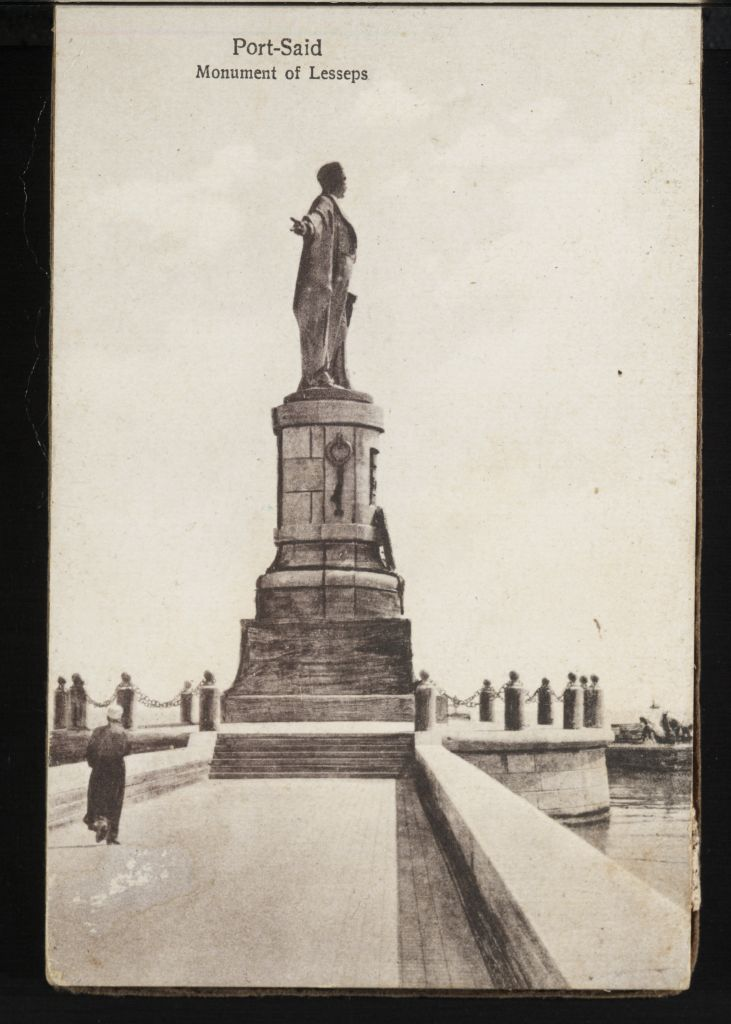
نصبه في بورسعيد

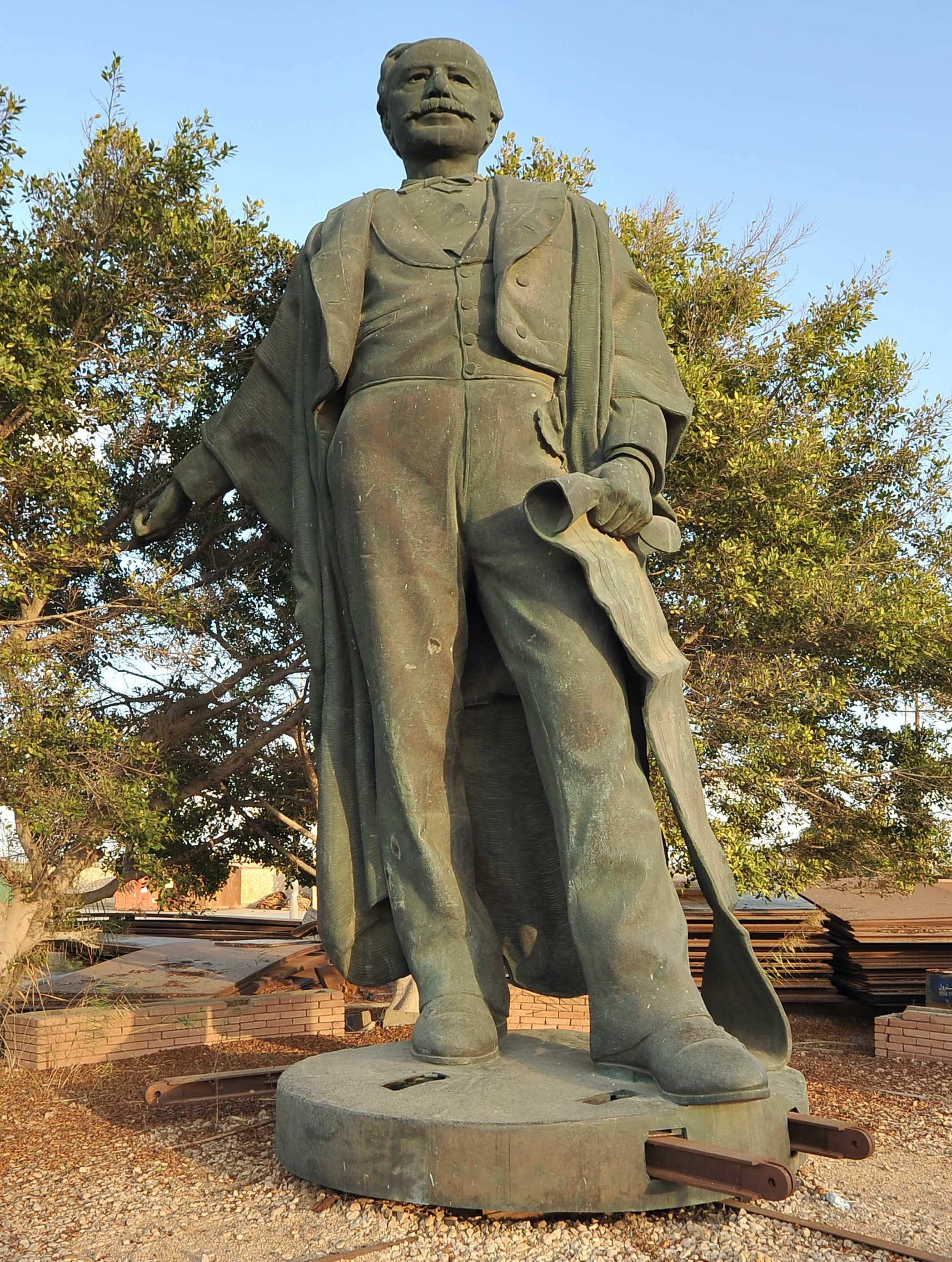
تمثال دو ليسبس في بور فؤاد

في عام 1840 وضع المهندس الفرنسي لينان دى بلفون بك مشروعاً لشق قناة مستقيمة تصل بين البحرين الأحمر والأبيض وأزال التخوف السائد من علو منسوب مياه البحر الأحمر على البحر المتوسط وأكد أن ذلك لا ضرر منه.
في 15 أبريل 1846 أنشأ السان سيمونيون بباريس جمعية لدراسات قناة السويس وأصدر المهندس الفرنسي بولان تالابو تقريرا في أواخر عام 1847 مبنياً على تقرير لينان دو بلفون أكد فيه إمكانية حفر قناة تصل بين البحرين دون حدوث أي طغيان بحري.
وبعد أن تولى سعيد باشا حكم مصر في 14 يوليو 1854 تمكن دو لسبس - والذي كان مقرباً من سعيد باشا - من الحصول على فرمان عقد امتياز قناة السويس في نوفمبر 1854 الأول وكان مكونا من 12 بنداً أهمها حفر قناة تصل بين البحرين ومدة الامتياز 99 عاما من تاريخ فتح القناة.
قام دو ليسبس برفقة المهندسين لينان دو بلفون بك وموجل بك بزيارة منطقة برزخ السويس في1855 لبيان جدوى حفر القناة وأصدر المهندسان تقريرهما في 20 مارس 1855 والذي أثبت سهولة إنشاء قناة تصل بين البحرين. وقام دو ليسبس بتشكيل لجنة هندسية دولية لدراسة تقرير المهندسين وزاروا منطقة برزخ السويس وبورسعيد وصدر تقريرهم في ديسمبر 1855 وأكدوا إمكانية شق القناة وأنه لا خوف من منسوب المياه لأن البحرين متساويين في المنسوب وأنه لا خوف من طمي النيل لأن بورسعيد شاطئها رملي.
في 5 يناير 1856 صدرت وثيقتان هما عقد الامتياز الثاني وقانون الشركة الأساسي وكان من أهم بنوده هو قيام الشركة بكافة أعمال الحفر وأن حجم العمالة المصرية أربعة أخماس العمالة الكلية المستخدمة في الحفر.
و تم إنجاز المشروع بين الأعوام 1856-1869
شروط حفر قناة السويس
(1)تمنح الحكومة المصرية الشركة الحق في :
-إنشاء قناة السويس.
-إنشاء ترعة الصالحة للملاحة النيلية (ترعة الإسماعيلية فيما بعد) التي تستمد مياهها من النيل وتصب في القناة المالحة.
-إنشاء فرعين للري والشرب يستمد مياهها من ترعة الإسماعيلية.
-تحصيل أجر ممن ينتفع بمياه ترعة الإسماعيلية.
-فرض ماتشاء من رسوم علي السفن التي تمر بالقناة المالحة أو الترعة العذبة.
-تتنازل الحكومة المصرية للشركة مجانا عن جميع الأراضي المطلوبة لإنشاء القناة المالحة أو الترعة العذبة.
-مدة الامتياز 99 عاما تبدأ من افتتاح القناة وتصبح بعدها ملكا للحكومة المصرية.
-يكون 80% من العمال مصريين.
-تحصل مصر على 15% من صافي الأرباح.
-يصدق السلطان العثماني على امتياز حفر القناة شرطا بصحته.

## هدم تمثاله
أثناء هجوم فرنسا مع إسرائيل وإنجلترا إبان العدوان الثلاثي على مصر عام 1956 قام بعض الفدائيين من بورسعيد بهدم وتكسير تمثاله الذي أقيم علي مدخل القناة الشمالي ولكن تركوا القاعدة والتي لا تزال موجودة حتي الآن.

## روابط خارجية
- فردينان دو ليسبس على موقع الموسوعة البريطانية (الإنجليزية)
- فردينان دو ليسبس على موقع إن إن دي بي (الإنجليزية)